# William Rappard
William Emmanuel Rappard (* 22. April 1883 in New York; † 29. April 1958 in Bellevue; heimatberechtigt in Hauptwil und Bellevue) war ein Schweizer Ökonom, Diplomat und Politiker (LdU). Er wurde in der Zwischenkriegszeit vor allem bekannt als Verteidiger der Neutralität der Schweiz. In den 1930er Jahren warnte Rappard vor dem politischen und ökonomischen Nationalismus als Gefahr für den Frieden. In der Nachkriegszeit zeigte er sich gegenüber einem Beitritt der Schweiz zu den Vereinten Nationen und einer Integration in Europa skeptisch.

## Biographie
Rappard wurde als Sohn einer Schweizer Familie geboren, die in New York lebte. Der Vater Auguste, ein Thurgauer, war Stickereikaufmann, die Mutter Julie geb. Hoffmann, eine Baslerin, arbeitete im familieneigenen pharmazeutischen Unternehmen. Rappard absolvierte die Primarschule in New York, bevor die Familie 1899 nach Genf übersiedelte, wo er bis 1901 das Gymnasium besuchte und anschliessend ein Studium der Rechtswissenschaft an der Universität Genf aufnahm, das er 1906 mit dem Lizentiat abschloss.
Rappard studierte in Paris als Schüler von Adolphe Landry (1874–1956) und Élie Halévy, in Berlin hörte er Adolph Wagner und Gustav von Schmoller, an der Harvard University Frank William Taussig und in Wien Eugen Philippovich von Philippsberg, der ihn für die Internationale Arbeitsorganisation (IAO) interessierte. 1908 wurde er an der Universität Genf zum Dr. iur. promoviert.

## Laufbahn
Von 1909 bis 1910 war er Assistent des Internationalen Arbeitsamtes in Basel und von 1910 bis 1911 stellvertretender Professor für Wirtschaftsgeschichte an der Universität Genf. Von 1911 bis 1912 war er Assistenzprofessor für Ökonomie an der Harvard University. Er spielte als Freund von Abbott Lawrence Lowell, Harvard-Präsident von 1909 bis 1933, und des späteren US-amerikanischen Präsidenten Woodrow Wilson sowie als Bekannter von Oberst Edward Mandell House und Walter Lippmann eine wichtige Rolle bei der Vergabe des Völkerbund-Sitzes an Genf.
Von 1913 bis 1928 war er ordentlicher Professor für Wirtschaftsgeschichte und von 1915 bis 1957 für öffentliche Finanzen an der Universität Genf. Er war zweimal Rektor der Universität Genf, 1926–1928 und 1936–1938. Er war 1914/1914 einer der wichtigsten Förderer der neuen wirtschafts- und sozialwissenschaftlichen Fakultät.
1927 gründete er zusammen mit seinem Freund Paul Mantoux, von 1920 bis 1927 Direktor der politischen Sektion im Sekretariat des Völkerbundes, das Genfer Hochschulinstitut für internationale Studien (HEI). Er konnte zahlreiche Flüchtlinge aus benachbarten totalitären Staaten wie Guglielmo Ferrero, Hans Kelsen, Ludwig von Mises, Hans Wehberg, Walther Schücking oder Wilhelm Röpke für das Institut gewinnen und rettete unzähligen Gelehrten die materielle und geistige Existenz. Er war von 1928 bis 1951 Co-Direktor und von 1951 bis 1955 Direktor des HEI und lehrte selbst an dieser post-graduated school.
Von 1917 bis 1921 war Rappard Mitglied des IKRK und 1919/20 Generalsekretär der Liga der Rotkreuz-Gesellschaften. Der Bundesrat entsandte ihn 1919 als offiziellen Vertreter an die Pariser Friedenskonferenz 1919, wo er sich in Zusammenarbeit mit Gustave Ador und Max Huber für die angemessene Stellung der neutralen Schweiz in ihrem Verhältnis zum entstehenden Völkerbund und für Genf als Sitz des Völkerbunds und für einen Beitritt der Schweiz unter Wahrung der Neutralität engagierte. Von der Sozialdemokratischen Partei unterstützt, kandidierte er im Dezember 1919 für einen frei gewordenen Sitz im Bundesrat, obwohl er damals nicht dem Parlament angehörte; dabei erhielt 43 von 209 Stimmen. Rappard leitete von 1920 bis 1924 die Sektion Völkerbundsmandate und war von 1925 bis 1939 Mitglied der ständigen Kommission für Völkerbundsmandate sowie von 1928 bis 1939 Schweizer Delegierter beim Völkerbund. Von 1927 bis 1958 war Rappard als Experte für Arbeitsrecht bei der Internationalen Arbeitsorganisation tätig.
Von 1933 bis 1942 war Rappard Vizepräsident und von 1942 bis 1948 Präsident des Comité International pour le Placement des Intellectuels Réfugiés und von 1940 bis 1945 Mitglied der Aktion Nationaler Widerstand. Für Rappard war angesichts der Einkreisung der Schweiz durch die Achsenmächte im Zweiten Weltkrieg Schweigen die einzig mögliche Haltung der schweizerischen Öffentlichkeit. Von 1941 bis 1943 war er Mitglied des Nationalrates für den Landesring der Unabhängigen.
Ende der 1930er Jahre opponierte Rappard gegen die Rockefeller-Stiftung, als diese forderte, dass das HEI sich ausschliesslich den Wirtschaftsstudien widme und die Forschung, Bildung und Publikation, wie sie die Brookings Institution lehrt, aufgebe. Darin wurde er von Lionel Robbins unterstützt, der grosse Achtung für Rappard hatte. Als Mitglied der Schweizer Delegation bei der IAO von 1945 bis 1956 war er einer der Gründer der Mont Pèlerin Society.
1945 leitete Rappard die Schweizer Delegation in den Verhandlungen mit den Alliierten in Bern (Mission Currie-Foot) und nahm auch an den Verhandlungen in London und Washington teil, die 1946 zum Washingtoner Abkommen führten. Von 1945 bis 1957 war er Schweizer Delegierter bei der Internationalen Arbeitskonferenz in Paris, Montreal, Genf und San Francisco, 1951 deren Präsident. Die Académie royale des Sciences, des Lettres et des Beaux-Arts de Belgique nahm ihn 1948 als assoziiertes Mitglied auf.

## Ehrungen
- Die Welthandelsorganisation (WTO) hat ihren Sitz im Centre William Rappard, wo vorher die IAO residierte.
- Der Chemin William-Rappard wurde ebenfalls nach Rappard benannt.

## Publikationen
Sein Werk als Autor umfasst die Themen Recht, Geschichte, Wirtschaft, Statistiken und internationale Beziehungen. Als pragmatischer Liberaler, der jedem Dogmatismus feindlich gegenüberstand, verfasste Rappard zahlreiche ökonomische und historische Studien, v. a. zur Verfassungs- und Wirtschaftsgeschichte. Rappards zentrales Thema bleibt immer die Entwicklung der Demokratie. Swisscovery und Jacques Rial führen über 100 Publikationen auf. Auswahl:
- Le facteur économique dans l’avènement de la démocratie moderne en Suisse. In: L’agriculture à la fin de l'ancien régime. Band 1. Georg, Genf 1912.
- The initiative, referendum and recall in Switzerland. In: Annals of the American Academy of Political and Social Science. Nr. 694, September 1912.
- La révolution industrielle et les origines de la protection légale du travail en Suisse. 1914 (Neudr. 2008).
- Zur nationalen Verständigung und Einigkeit (= Schriften für Schweizer Art und Kunst. Band 26). Rascher, Zürich 1915.
- Aktionsgemeinschaft Nationaler Wiederaufbau (= Sammelband ETH-AFZ: Opinions Suisses. Zum schweizerischen Standpunkt im Weltkrieg). Sonor, Genf 1917.
- International Relations as Viewed from Geneva. Institute of  Politics. Yale University Press, New Haven 1925.
- Uniting Europe. The trend of international cooperation since the war (mit einem Vorwort von Edward Mandell House). Yale University Press, New Haven 1930.
- The Geneva experiment. Milford, London 1931.
- L’individu et l’Etat dans l’évolution constitutionnelle de la Suisse. 1936.
- The Government of  Switzerland. D. van Nostrand, New York 1936.
- The crisis of democracy (= Lectures on the Harris Foundation). University of Chicago Press, Chicago 1938.
- The quest for peace since the World War. Harvard University Press, Cambridge (Massachusetts) 1940.
- Antoine-Elisée Cherbuliez et la propriété privée (1797–1869). Editions Polygraphiques, Genf 1941.
- Das Verfassungsfundament der schweizerischen Wirtschaftspolitik. Aktionsgemeinschaft Nationaler Wiederaufbau, Zürich 1942.
- Recht auf Arbeit. In: Schweizer Monatshefte. Nr. 12, 1942–1943, S. 651.
- Du renouvellement des pactes confédéraux, 1351–1798. Beschwörung und Erneuerung der Bünde. Gebr. Leemann, Zürich/Leipzig 1944.
- Betrachtungen zum Aussenhandel. In: Stimmen aus der Schweiz zu Europas Zukunft. Jacques Bollmann, Zürich 1945, S. 89–93.
- Cinq siècles de sécurité collective 1291–1798. Les expériences de la Suisse sous le régime des pactes de secours mutuel. Georg, Genf 1945.
- Considérations historiques sur la constitution fédérale de 1848. Die Bundesverfassung der Schweizerischen Eidgenossenschaft. 1848–1948. Gebr. Leemann, Zürich 1948.
- La Suisse et l’organisation de l’Europe. La Baconnière, Neuenburg/Paris 1950.

## Privates
Rappard war verheiratet mit Alice Gautier, Tochter des Astronomen, Meteorologen und Geophysikers Raoul Gautier. Er sprach fliessend Französisch und Deutsch, Englisch in britischer und amerikanischer Varietät, auch Basel- und Zürichdeutsch. Als Student war er Mitglied der Zofingia. Den Militärdienst absolvierte er bei der Kavallerie; zu den Vorlesungen während des Ersten Weltkriegs kam er noch beritten.